# Eparchia di Borisoglebsk
L'eparchia di Borisoglebsk (in russo Борисоглебская епархия?) è una diocesi della Chiesa ortodossa russa, appartenente alla metropolia di Voronež.

## Territorio
L'eparchia comprende la città di Borisoglebsk e i rajon Anninskij, Bobrovskij, Buturlinovskij, Gribanovskij, Novochopërskij, Paninskij, Povorinskij, Talovskij, Ternovskij e Ėrtil'skij nella oblast' di Voronež nel circondario federale centrale.
Sede eparchiale è la città di Borisoglebsk, dove si trova la cattedrale dell'Icona della Madre di Dio (in russo иконы Божией Матери «Знамение»?).
L'eparca ha il titolo ufficiale di «eparca di Borisoglebsk e Buturlinovka».

## Storia
L'eparchia è stata eretta dal Santo Sinodo della Chiesa ortodossa russa il 25-26 dicembre 2013, ricavandone il territorio dall'eparchia di Voronež.